# (6195) Nukariya
(6195) Nukariya es un asteroide perteneciente al cinturón de asteroides, región del sistema solar que se encuentra entre las órbitas de Marte y Júpiter, descubierto el 13 de noviembre de 1990 por Kin Endate y el también astrónomo Kazuro Watanabe desde el Observatorio de Kitami, Hokkaidō, Japón.

## Designación y nombre
Designado provisionalmente como 1990 VL2. Fue nombrado Nukariya en homenaje a Motoi Nukariya, quien estuvo activo en el desarrollo de software en el Observatorio Astronómico de Tokio antes de trabajar para la antigua NASDA (actualmente JAXA), en 1971 para desarrollar su sistema de determinación de órbita para satélites.

## Características orbitales
Nukariya está situado a una distancia media del Sol de 2,512 ua, pudiendo alejarse hasta 2,799 ua y acercarse hasta 2,225 ua. Su excentricidad es 0,114 y la inclinación orbital 3,368 grados. Emplea 1454,46 días en completar una órbita alrededor del Sol.

## Características físicas
La magnitud absoluta de Nukariya es 13,9. 